# Корекурсия
Кореку́рсия — в теории категорий и информатике тип операции, дуальный к рекурсии. Обычно корекурсия используется (совместно с механизмом ленивых вычислений) для генерации бесконечных структур данных.

## Общие замечания
Правило использования корекурсии на коданных дуально правилу применения рекурсии на данных. Вместо свёртывания структуры данных с использованием результата рекурсивно полученного  на основе значения для базисного случая, корекурсия развёртывает результат на основе начального значения. Корекурсия создаёт потенциально бесконечные структуры данных, в то время как обычная рекурсия анализирует (разбирает) по необходимости конечные структуры данных. Обычная рекурсия неприменима к коданным, поскольку процесс анализа может никогда не остановиться. Соответственно, корекурсия не может производить данные, поскольку данные всегда конечны; но каждый частичный результат продуктивной  корекурсии конечен и может быть интерпретирован как данные.

## Примеры
Пример использования механизма корекурсии на языке Haskell (вычисление бесконечного списка чисел Фибоначчи):
```
fibs
 
=
 
0
 
:
 
1
 
:
 
next
 
fibs

       
where

       
next
 
(
a
:
b
:
c
)
 
=
 
(
a
+
b
)
 
:
 
next
 
(
b
:
c
)

```

Другой пример — вычисление бесконечного списка простых чисел:
```
primes
 
=
 
next
 
[
2
..
]

         
where

         
next
 
(
x
:
xs
)
 
=
 
x
 
:
 
next
 
[
 
y
 
|
 
y
 
<-
 
xs
,
 
rem
 
y
 
x
 
/=
 
0
 
]

```

Данная функция (неэффективно) реализует алгоритм «Перебор делителей».
Приведённые примеры на языке Haskell не совсем корректны, поскольку в языке нет идиомы коданных. В указанных примерах коданные только эмулируются при помощи неограниченно-определённого («бесконечного») списка.